# Casa medicului Iulia Kviatkovski
Casa medicului Iulia Kviatkovski este un monument istoric și de arhitectură de însemnătate națională din orașul Chișinău.
Casa a fost construită în 1924 și a aparținut medicului oftalmolog Iulia Kviatkovski, care a locuit aici până în 1952. Kviatkovski a fondat primul ambulatoriu de vaccinare din Chișinău și spitalul de boli oftalmologice pentru copii.
Construcția a fost ridicată într-un singur nivel, cu un plan unghiular. Casa era dezvoltată în adâncul parcelei, incluzând în planul său trei terase. Spre stradă era orientată cu latura îngustă, unde se afla cabinetul și o terasă construită cu geamuri, pe unde era amenajată intrarea. Fațada avea o compoziție asimetrică, construită din piatră în zidărie aparentă. Detaliile decorative erau grupate în jurul golurilor de ferestre și la colțurile clădirii.
Odată cu includerea imobilului în componența Ambasadei Statelor Unite ale Americii, casa a fost unită printr-o anexă cu vila urbană a familiei Erhan și a fost contopită cu casa medicului Anatol Kațovski, prin aceasta fiind distrusă zidăria aparentă a fațadei. Paza ambasadei interzice fotografierea acestor clădiri.